# لهيالمة (لغديرة)
لهيالمة هي إحدى مشيخات المملكة المغربية، تتبع جغرافيا لإقليم الجديدة وإداريًا للغديرة. يقدر عدد سكانها بـ 2926 نسمة حسب الإحصاء الرسمي للسكان والسكنى لسنة 2004.